# Застава Тувалуа
Застава Тувалуа је усвојена након проглашења независности земље 1978. Као и многи други бивши и садашњи Британске прекоморске територије, застава Тувалуа је светлоплаве боје са заставом Велике Британије у горњем левом углу.  
Звезде представљају 9 острва од којих се састоји Тувалу, те њихов положај одговара географском положају острва. 
Године 1995. уведена је нова застава, која није садржала Британску заставу. Међутим, домаће становништво није прихватило нову заставу, па је 1997. враћена, уз мање измене стара застава.